# Isami Kodaka
Isami Kodaka (木髙 イサミ, Kodaka Isami), est un catcheur japonais, qui travaille pour la Big Japan Pro Wrestling.

## Carrière

### Pro Wrestling Basara (2015–...)
Le 28 novembre, il bat Yukio Sakaguchi et remporte le KO-D Openweight Championship,.
Le 28 mai, il bat Kengo Mashimo et remporte le titre suprême de la Kaientai Dojo, le Strongest-K Championship.

## Palmarès
- All Japan Pro Wrestling
  - 1 fois AJPW All Asia Tag Team Champion avec Yuko Miyamoto

- Big Japan Pro Wrestling
  - 2 fois BJW Deathmatch Heavyweight Championship
  - 4 fois BJW Tag Team Championship avec Masashi Takeda (1) et Yuko Miyamoto (3)
  - Ikkitousen Deathmatch Survivor (2019)
  - Dai Nihon Saikyo Tag League (2009) avec Masashi Takeda
  - Dai Nihon Saikyo Tag League (2012, 2013, 2014) avec Yuko Miyamoto

- DDT Pro-Wrestling / Union Pro Wrestling
  - 3 fois DDT Extreme Division Championship
  - 1 fois KO-D Openweight Championship
  - 1 fois KO-D Tag Team Championship avec Yuko Miyamoto
  - 3 fois Union Max Championship
  - 1 fois UWA World Tag Team Championship avec Fuma
  - DDT Dramatic Sousenkyo (2015)
  - King of DDT (2014)

- Union Pro Wrestling
  - 2 fois Union Max Championship

- Ice Ribbon
  - 1 fois International Ribbon Tag Team Championship avec Chii Tomiya

- Kaientai Dojo
  - 1 fois Chiba 6 Man Tag Team Championship avec Kengo Mashimo et Taka Michinoku[5]
  - 1 fois Independent World Junior Heavyweight Championship
  - 1 fois Strongest-K Championship

- Pro Wrestling Basara
  - 1 fois UWA World Trios Championship avec Ryuichi Sekine et Daiki Shimomura

## Récompenses des magazines
- Pro Wrestling Illustrated

| Année | 2015 | 2016 | 2017 | 2018 | 2019 | 2020 | 2021 |
| ----- | ---- | ---- | ---- | ---- | ---- | ---- | ---- |
| Rang  | 272  | 91   | 239  | 310  | 313  | 213  | 404  |